# DIN 31635
DIN 31635 (transliteración del alfabeto árabe para las lenguas árabe, turco otomano, persa, kurdo, urdu y pastún) es una norma del Deutsches Institut für Normung (DIN) adaptada en 1982 para la transliteración del árabe al alfabeto latino. En lo que respecta al árabe y al persa, se basa en la transliteración de la Deutsche Morgenländische Gesellschaft (DMG) de Carl Brockelmann y Hans Wehr. Fue adoptada en 1935 en el Congreso Orientalista Internacional de Roma.
Su aceptación se basa menos en su carácter oficial que en su elegancia (un signo para cada letra árabe) y en el catálogo manuscrito Geschichte der arabischen Literatur de Carl Brockelmann y el Diccionario de Hans Wehr. 

## Tabla DIN 31635
Las 28 letras:
| Letras arábicas | ء‎ / ا | ب | ت | ث  | ج      | ح | خ  | د | ذ  | ر | ز | س | ش  | ص  | ض  | ط  | ظ     | ع | غ  | ف | ق | ك | ل | م | ن | ه | و     | ي / ى‎ |
| DIN 31635       | ʾ / ā | b | t | ṯ  | ǧ      | ḥ | ḫ  | d | ḏ  | r | z | s | š  | ṣ  | ḍ  | ṭ  | ẓ     | ʿ | ġ  | f | q | k | l | m | n | h | w / ū | y / ī |
| ALA-LC          | ʼ / ā | b | t | th | j      | ḥ | kh | d | dh | r | z | s | sh | ṣ  | ḍ  | ṭ  | ẓ     | ʻ | gh | f | q | k | l | m | n | h | w / ū | y / ī |
| IPA (MSA)       | ʔ, aː | b | t | θ  | dʒ ɡ ʒ | ħ | x  | d | ð  | r | z | s | ʃ  | sˤ | dˤ | tˤ | ðˤ zˤ | ʕ | ɣ  | f | q | k | l | m | n | h | w, uː | j, iː |

## Reglas
Las ḥarakāt (fatḥah, kasrah y ḍammah) se transliteran como a, i y u. Una shádda da lugar a una geminada (consonante escrita dos veces). El artículo se escribe con las letras solares asimiladas.
Un ʾalif que se lee /aː/ se translitera como ā. La letra (ﺓ) tāʾ marbūṭah se translitera como -h final de palabra normalmente, o -t en una palabra en estado constructo.
La hamza tiene muchas variantes, أ إ ء ئ ؤ; dependiendo de su posición, todas ellas se transliteran como ⟨ʾ⟩. La inicial ʾalif (ا) sin una hamza no se translitera usando (ʾ) inicialmente, sólo se translitera la vocal inicial (si se pronuncia): i-.
La (ﻯ) ʾalif maqṣūrah aparece como ā, transliterándose indistintamente de ʾalif. Las vocales largas /iː/ y /uː/ se transliteran como ī y ū. El sufijo nisba /ij(j), ijja/ aparece como -iyy, -iyyah aunque el primero se translitera normalmente como -ī, y la nunación se ignora en la transliteración. El guion - se utiliza para separar los clíticos (el artículo, las preposiciones y la conjunción) de las palabras a las que van unidos.
Los números arábigos orientales (٠ ١ ٢ ٣ ٤ ٥ ٦ ٧ ٨ ٩) se representan como números arábigos occidentales (0 1 2 3 4 5 6 7 8 9).